# Semiconductor orgànic
Els semiconductors orgànics o Polímers semiconductors son compostos orgànics que es comporten com un aïllant a molt baixa temperatura, però que presenten certa conductivitat elèctrica a temperatura ambient actuen de manera similar als semiconductors dopats amb silici o germani. La seva conductivitat es troba en el rang intermedi entre els aïllants i els conductors. Existeixen 3 tipus de semiconductors: Expromer, Ipromer i Uimer. La semiconducció en polímers és un efecte a causa de la deslocalització d'electrons π en una seqüència alternant d'enllaços senzills i dobles, per exemple:

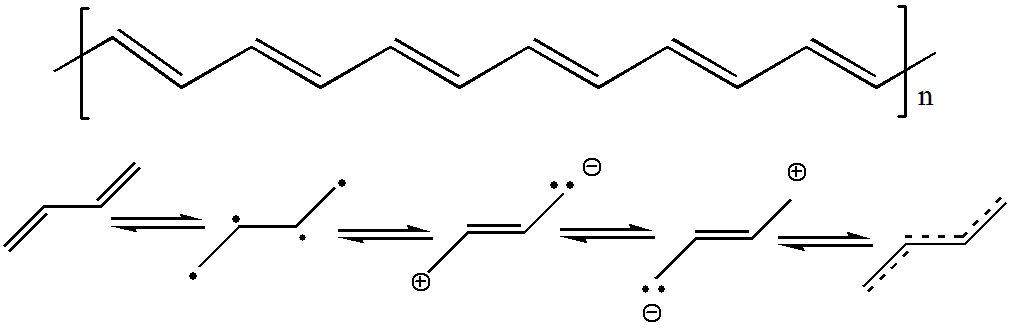
Deslocalització d'electrons

## Història
el 1975 Hideki Shirikawa preparar un sistema completament format per cadenes unides en posició trans, amb la qual cosa quedaven electrons π conjugats i, per tant, amb deslocalització, va formar pel·lícules de poliacetilè i a aquestes les va tractar amb halogens: halogenació i deshalogenació. Per analitzar les cadenes polimèriques va planejar l'ús d'anàlisi de l'espectre infraroig, no obstant això l'espectròmetre no va detectar cap espectre del material, sinó una absorció del 100% quan l'halogen de clor va ser afegit. Shirikawa reconeix que al principi no va pensar que el clor podria ser un portador de càrregues i, per tant, ser el primer polímer conductor de la història.
MacDiarmid i Heeger van descobrir que els poliacetilens de Shirikawa podien ser dopats amb: I  2 , Br  2 , AsF  5 , etc.
Els enllaços podien ser Cis o Trans, mentre fossin enllaços conjugats.
 Trans 
- Sense dopatge: 10  -3  -10  -2  S m  -1
- Dopat: 10  2  -10  3  Sm  -1

 Cis 
- Sense dopatge: 10  -8  -10  -7  Sm  -1
- Dopat: 10  2  -10  3  Sm  -1

## Conducció

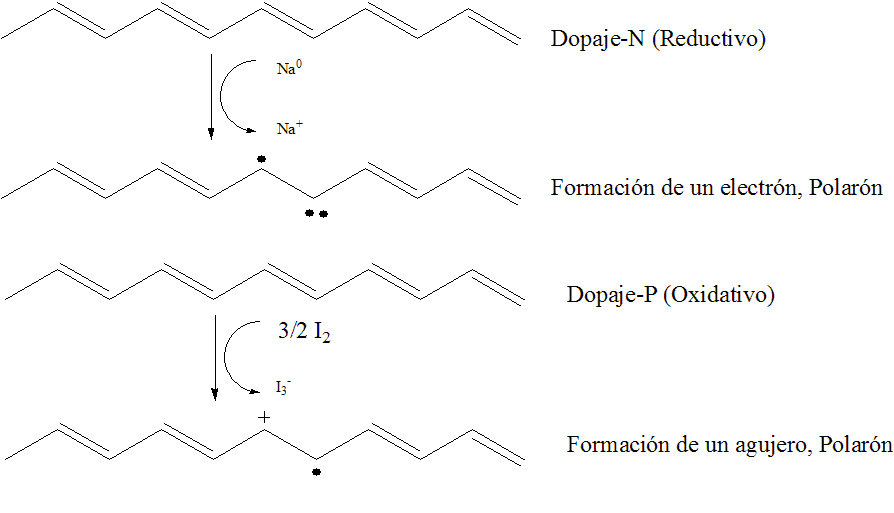
Conducció amb dopatge

Els metalls condueixen, segons la teoria de bandes pel fet que no hi ha separació entre les bandes de valència i les bandes de conducció, en canvi en els aïllants aquestes bandes estan separades i necessiten tenir un excés d'energia per conduir. Els polímers que naturalment són aïllants, gràcies a la interacció d'enllaços alternants senzills i dobles es crea un espai entre les bandes "Homo" i "Lumo", és a dir, entre la banda de valència i de conducció.
Mitjançant el dopatge, s'aconsegueix la creació de portadors "lliures" que actuen ja sigui en oxidació o en reducció. Es formen radicals cations o anions. La tasca de l'agent de dopatge és afegir o eliminar electrons en la cadena de polímer mitjançant d'una reacció de tipus redox. Igual que en els semiconductors tradicionals, es pot parlar de dopatges nip, on P és un dopatge oxidatiu in és un reductiu.
Amb el dopatge s'aconsegueixen establir nivells d'energia intermedis permissibles entre les bandes, on els radicals, cations o anions permeten el flux d'electrons. Si el radical és neutral, llavors es diu solitó neutral, però són també possibles càrregues localitzades sense radical, aquestes són anomenades solitó positiu (catió) i solitó negatiu (anió).
La conductivitat elèctrica en polímers es relaciona segons la següent equació: {\displaystyle \sigma =n{\boldsymbol {i}}\mu }
on:
- N: Densitat de càrrega dels portadors (forats/electrons)
- I : Càrrega dels portadors
- Μ: Mobilitat de càrrega dels portadors

Les característiques del transport de càrregues es veuen afectades pels efectes de desordre, de manera que la major entropia produeix menor conducció, però produir un polímer completament ordenat és impossible, si més no a curt termini, a causa dels processos de relaxació. Per exemple, el poli (3-alquil tiofè) incrementa la seva conductivitat de 10  -5  a 10  -2  cm  2 /Vs quan les molècules s'ordenen.
Mentre que els metalls i els semiconductors convencionals decrementen seva conductivitat en augmentar la temperatura, els polímers incrementen la seva conductivitat en augmentar la temperatura. Això es deu al fet que s'aconsegueix l'energia necessària per aconseguir la deslocalització de les càrregues i és molt fàcil per a elles intercanviar entre segments de la cadena.

## Aplicacions
- antiestàtics, nervis artificials, bateries, superfícies conductores, condensadors, parts conductores (ampolles, pel·lícules, cables, filaments, làmines, etc.), protecció anticorrosiva, emmagatzematge de dades, recobriment d'elèctrodes, components electrònics, transistors d'efecte de camp, fluids electroreològics, díodes, Material òptic no lineal, encenedors òptics electrònics, equips fotovoltaics, fotoresistors, sensors, adhesius i soldadures conductores.